# Koyraboro senni
 (janvier 2016).
Si vous disposez d'ouvrages ou d'articles de référence ou si vous connaissez des sites web de qualité traitant du thème abordé ici, merci de compléter l'article en donnant les références utiles à sa vérifiabilité et en les liant à la section « Notes et références ».
Pour les articles homonymes, voir Songhaï.
Le koyraboro senni, aussi appelé songhaï de l'Est, koroboro senni ou koyra senni, est une variété de songhaï parlée au Mali par environ 400 000 personnes le long de fleuve Niger depuis Gourma-Rharous, l'est de Tombouctou, jusqu'à Bourem, Gao, et Ansongo à la frontière avec le Niger.
L'expression koyra-boro senn-i désigne littéralement la « langue des citadins », par opposition au nomades (comme les Touaregs) et d'autres personnes vivant en se déplaçant.
Bien que le koyraboro senni soit associé aux villes, c'est une langue cosmopolite qui s'est propagée à l'est et à l'ouest de Gao, jusqu'aux Peuls vivant à la frontière nigéro-malienne et aux Bozos. À l'est de Tombouctou, le koyraboro senni cède relativement brusquement la place à une autre langue songhaï, le koyra chiini.

## Écriture
Au Mali, l’alphabet et l’orthographe du songhaï koyraboro senni est régi par la Direction nationale de l'alphabétisation fonctionnelle et de la linguistique appliquée.
| a | b | c | d | e | f | g | h | i | j | k | l | m | n | ɲ | ŋ | o | p | r | š | t | u | w | y | z | ž |